# بناء الدلمن الكبير

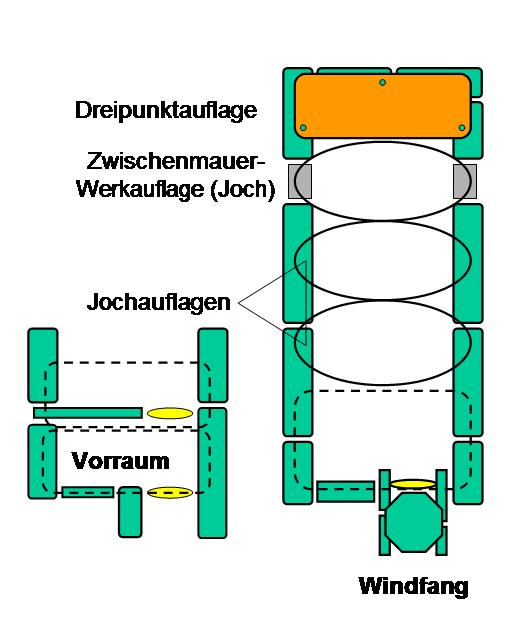
ملامح بناء الدُّلمَن الكبير.
مفتاح الرسم: Dreipunktauflage = دعامة ثلاثية الزوايا، Zwischenmauerwerkauflage = قاعدة استناد الدعامة، Jochauflagen = دعامات عمودية متوازية أو ما يُعرف باسم التريليثون، Vorraum = حجرة موصلة أو فناء أمامي، Windfang = رواق

الدُّلْمَن أو الدُّولمن الكبير أو العظيم هو نوع من مواقع الميغاليث الحجرية التي تنتمي للثقافة المعروفة باسم «فانل بيكر» (Funnelbeaker) (TBK). ويظهر هذا الدُّلمَن في الفن المعماري الميغاليثي الشمالي، لا سيما في شرق ما يُعرَف الآن بولاية مكلنبورغ فوربومرن الألمانية. ويتسم هذ النوع من المواقع باحتوائه على نوعين مختلفين من المداخل. وتُعَد آثار العصر الحجري الحديث (النيوليت) من الخصائص المميزة لثقافة مجتمعات هذا العصر وأيديولوجيتها. فيمثل كلٌ من تطور هذه الآثار وما كانت تؤديه من وظائف مؤشرات على التطور الاجتماعي الذي شهدته هذه المجتمعات. وجدير بالذكر أن المواقع التي تُعرف باسم Stordysse باللغة الدانماركية لا تتبع المعايير الموضحة أدناه. وفي ألمانيا، يُعرَف بناء الدُّلمَن، الذي يتضمن ثلاث صخور علوية أو أكثر، باسم الدُّلمَن الكبير. وينقسم هذا النوع من الأبنية إلى:
- دُلمَن كبير مزود بحجرة موصلة (Vorraum)
- دُلمَن كبير مزود برواق (Vorraum)

ويتواجد الدُّلمَن المزود برواق بوفرة على جزيرة روجين الألمانية، والبر الرئيسي المقابل لها. أما الدُّلمَن المزود بحجرة موصلة، فيوجد جنوب شرق هذا الموقع، بين دمين وجزيرة أوزيدوم. وثمة نماذج مختلفة - لكنها نادرة في الوقت نفسه - تتخذ شكل الدُّلمَن الممتد أو متعدد الأضلاع. ويوجد في ولاية مكلنبورغ 146 بناء دُلمَن كبيرًا، والتي فحص إيفالد شولت 44 منها. ويوجد، كذلك، اثنان من أبنية الدُّلمَن الكبير في ولاية شليسفيغ هولشتاين (أحدهما في وييس بمقاطعة فلنسبورغ، والآخر في نيبيل بجزيرة أمروم). هذا بالإضافة إلى وجود العديد منها في غرب ساكسونيا السفلى، وعدد قليل في ولاية ساكسونيا أنهالت (مثل، قرية لودلسن).
وبما أن مساحة المواقع الميغاليثية الشمالية كانت محدودة بسبب المواد الأصلية المستخدمة في تشييدها، فقد كان الهدف من الامتداد الطولي لها هو زيادة حجم الحجرات. ويصل متوسط حجم الجزء الداخلي للدُّلمَن الكبير 14 مترًا مكعبًا، وهو الحجم الذي لا يضاهيه سوى حجم الجزء الداخلي للمقابر التي يتساوى فيها حجم غرفة الدفن مع ممر الدخول والمقابر متعددة الممرات. ويصل عدد الصخور العلوية بأبنية الدُّلمَن الكبير إلى خمس صخور تستند إلى دعامات صخرية يتراوح عددها ما بين ثماني إلى اثنتي عشرة دعامة. وقد تم توسيع العديد من أبنية الدُّلمَن الكبير باستخدام قواعد عريضة لاستناد الدعامات (Zwischenmauerwerk)، والتي كانت توضَع عليها الصخور العلوية أيضًا في بعض الأحيان.
والدُّلمَن الكبير، شأنه شأن المقابر متعددة الممرات، هو تصميم معماري كانت تُرَص فيه الصخور العلوية أحيانًا على دعامات عمودية متوازية (Jochbauweise، انظر الشكل). ففي البداية، كان سقف الدُّلمَن يُبنَى على نحو يعتمد فيه استقراره الهيكلي على دعامة ثلاثية الزوايا. لكن في التصميمات اللاحقة، صارت الصخرة العلوية للدُّلمَن تُدعَم بصخرتين عموديتين فقط، لتصير بذلك الصخور الثلاث وحدة واحدة، مثل التريليثون.
هذا وقد كانت أبنية الدُّلمَن الكبير التي تم فحصها، وعددها 44 بناءً، ذات تصميمات مختلفة. فأحاطت بخمسة منها أُطر من الصخور المنتصبة عموديًا مستطيلة الشكل، وبثمانية أُطر شبه منحرفة. ووُجِد أربعة منها مدفونة تحت تلال دائرية صغيرة، لكن أغلبها (26 بناءً) كان مدفونًا تحت تلال تغطيها الجلاميد. وفي حالة واحدة فقط، لم يُحدَد نوع التلة التي كانت تعلو الدُّلمَن، لأنها كانت قد أُزيلت. وأبنية الدُّلمَن المحاطة بأُطر شبه منحرفة (مثل دفاسدين، ولانخين جرانيتس 1، وكروكو، ونادليتس، وبوجليتس، وغابة بوجيدروف) تتضمن صخور حراسة، وهي الصخور التي تظهر أحيانًا بكلا طرفي الدُّلمَن. ودُلمَن جارزيروف الكبير، الذي تم تصميمه في البداية داخل إطار مستطيل الشكل وقصير للغاية، غُطي في النهاية بتلة دائرية.

## المؤلفات
- Deutsches Archäologisches Institut – Abteilung Madrid: Probleme der Megalithgräberforschung. Vorträge zum 100. Geburtstag von Vera Leisner. New York : de Gruyter Berlin u. a. 1990, ISBN 3-11-011966-8 (Madrider Forschungen 16).
- Michael Schmidt: Die alten Steine. Reisen zur Megalithkultur in Mitteleuropa. Hinstorff, Rostock 1998, ISBN 3-356-00796-3.
- Ewald Schuldt: Die mecklenburgischen Megalithgräber. Untersuchungen zu ihrer Architektur und Funktion. Deutscher Verlag der Wissenschaften, Berlin 1972 (Beiträge zur Ur- und Frühgeschichte der Bezirke Rostock, Schwerin und Neubrandenburg. 6, ISSN 0138-4279).
- Jürgen E. Walkowitz: Das Megalithsyndrom. Europäische Kultplätze der Steinzeit. Beier & Beran, Langenweißbach 2003, ISBN 3-930036-70-3 (Beiträge zur Ur- und Frühgeschichte Mitteleuropas. 36).